# Manthatulat
Manthatulat oder Manthathurath (voller Thronname Somdet Brhat Chao Maha Sri Vitha Lan Chang Hom Khao Luang Prabang Mangthaduraja; * 1772 in Luang Phrabang; † 7. März 1837 ebenda) war zwischen 1817 und 1837 König von Luang Phrabang.

## Leben
Manthatulat wurde 1772 als Prinz (Sadet Chao Fa Jaya) Mangthana (Mueang Thaen) geboren und war der älteste Sohn von König Anurut. Er wurde bei Hofe ausgebildet, später setzte er seine Studien im Wat Phra Kaeo (Bangkok) und im Wat Mahathat fort. 1791 wurde er zum voraussichtlichen Thronfolger ernannt und erhielt den Titel Raja Varman. Als sein Vater 1817 seinen Thron aufgab, wurde Manthatulat Regent des Reiches, nach dem Tod seines Vaters am 31. Dezember 1819 auch König von Luang Phrabang. Die Krönung fand 1820 in Luang Phrabang statt. Zwischen 1825 und 1826 diente er als buddhistischer Mönch in Bangkok und kehrte anschließend auf den Thron zurück.
Manthatulat war mehrmals verheiratet und hinterließ nach seinem Tod am 7. März 1837 neun Söhne und sechs Töchter, darunter:
1. Prinz (Anga Sadet Chao Fa Jaya) Sukra Sumaya (Sukaseum), sein Nachfolger als König von Luang Phrabang
2. Prinz (Anga Sadet Chao Fa Jaya) Nandaraja (Nantharath), der als Tiantha König von Luang Phrabang wurde
3. Prinz (Anga Sadet Chao Fa Jaya) Bunuyathunga (Pho Nua Thong), wurde bei den Königlichen Pagenkorps in Bangkok ausgebildet und ging 1826 in siamesische Dienste; er tötete seine Mutter bei einem Wutanfall
4. Prinz (Anga Sadet Chao Fa Jaya) Angama (Oun Kham), später ebenfalls König von Luang Phrabang
5. Vizekönig (Maha Uparat) Kamaduva (Khamdu) von Luang Phrabang